# Fórculo
Fórculo o Forículo es, dentro de la mitología romana, una de las tres divinidades protectoras de las puertas, junto con Cardo y Limen.
Los Romanos llamaban a las puertas Foras, de donde proviene el nombre de este numen. Debe advertirse que la voz foras no fignifica sino el instrumento que cierra las puertas bien sea de madera para las puertas de madera, bien de hierro para las de hierro, en vez que la misma abertura del muro por la cual se pasa para entrar y salir es lo que propiamente se llama porta. Así el dios Fórculo tenía solamente la intendencia de lo que se aplicaba para cerrar esta abertura, porque la gentilidad supersticiosa tenía otro para que guardarte el umbral de la puerta misma, por encima de la cual se pasaba al entrar y salir por ella y así mismo otro para que presidiese lo que llamamos goznes. El dios del umbral se llamaba Limentinus, porque el umbral se llamaba limen y para los goznes, era una Diosa que se llamaba Cardo, Cardea o Cardinea, porque cardo es la voz que significa goznes. Dice San Agustín

Tiénese por bastante un solo portero para la casa, a causa de que este portero es un hombre y los idólatras constituyeron tales a tres dioses. Han puesto al dios Fórculo a la puerta; la diosa Cardea a los goznes y al umbral al dios Limentin, no siendo capaz el dios Fórculo de guardar a un tiempo mismo la puerta, los goznes y el umbral de la dicha puerta.
S. Agustín, La ciudad de Dios